# Пот, Кор
 Корнелис Герт Алдрик (Кор) Пот  (нидерл. Cornelis Geert Aaldrik (Cor) Pot; род. 8 июня 1951, Гаага) — нидерландский футболист и футбольный тренер. В 2009—2013 годах — главный тренер молодёжной сборной Нидерландов. Ассистент Дика Адвокаата: главного тренера клуба «Зенит» в 2006—2008, клуба «Фейеноорд» в 2019—2021 и в сборной Ирака (2021).

## Карьера футболиста
Воспитанник футбольных клубов «Спарта» (Роттердам) и «Аякс» (Амстердам). Кор Пот защищал цвета клубов «Спарта» и МВВ в высшем дивизионе Нидерландов, а также цвета клубов «Харлем» и «Эксельсиор» (Роттердам) в высшем дивизионе и во второй по силе лиге Нидерландов. После завершения карьеры на профессиональном уровне в «Эксельсиоре» в 1981 году, клуб на тот момент был представлен в высшем дивизионе, он играл за несколько любительских команд, пока не перешёл на тренерскую работу в 1983 году.

## Карьера тренера

### «Зенит»
Корнелис Пот был официально представлен в должности старшего тренера «Зенита» в начале июня 2006 года, на несколько недель раньше нового главного тренера Дика Адвоката, который на тот момент был занят со сборной Южной Кореи на ЧМ 2006. Кор Пот также был несколько раз и. о. главного тренера, когда судьи дисквалифицировали Дика Адвоката на следующий матч. В декабре 2008 года Кор Пот не продлил контракт с петербургским клубом, его сменил другой нидерландский специалист Берт ван Линген. Кор Пот прокомментировал свой уход из «Зенита» так: 

 «Решение уехать я принял два месяца назад. Тогда было много разговоров о том, продлит ли Дик контракт. Лично я был уверен, что не продлит».
Победа в чемпионате 2007 и завоеванный Кубок УЕФА 2007/2008 являются наивысшими достижениям Кор Пота на футбольном поприще, как игрока, так и тренера.

### Молодёжная сборная Нидерландов
В июне 2009 возглавил молодёжную сборную Нидерландов. На этом посту он сменил Фоппе де Хана, после того как команда не смогла пробиться на чемпионат Европы 2009 (до 21). Ранее команда с наставником Фоппе де Ханом выигрывала два предыдущих турнира ЧЕ 2006 (до 21) и ЧЕ 2007 (до 21).
В отборочном цикле к ЧЕ 2011 (до 21), нидерландцы заняли первое место в группе, но по правилам турнира даже команды, занявшие первые места, должны играть стыковые матчи. В стыковых матчах нидерландцы уступили право на путёвку в финальную стадию сверстникам с Украины по правилу гола на чужом поле (проиграв в Роттердаме 1-3 и выиграв в Киеве 0-2)
На ЧЕ 2013 (до 21) в Израиле нидерландцы пробились, заняв первое место в группе и пройдя сверстников из Словакии в стыковых матчах (победив дважды — в гостях и дома с одинаковым счётом 0-2 и 2-0). На турнире соперниками подопечных Пота в группе были сверстники из Испании, Германии и России. Нидерландцы вышли в из группы в полуфинал где уступили итальянцам.
После молодёжной сборной Нидерландов работал с командой «Ксерксес». Затем был ассистентом Дика Адвокаата в турецком «Фенербахче» в 2016—2017 годах. С декабря 2017 по июнь 2018 года был ассистентом Адвокаата в нидерландской «Спарте» (Роттердам). С 30 октября 2019 года вошёл в тренерский штаб Адвокаата в «Фейеноорде».